# 蒙特瓦洛陨击坑
蒙特瓦洛陨击坑（Montevallo）是火星卢娜沼区的一座撞击坑，其中心坐标位于北纬15.4度、西经54.4度处，直径51.9公里。该特征取名自美国阿拉巴马州蒙特瓦洛镇，1988年被国际天文联合会行星系统命名工作组批准接受。
撞击坑通常有一圈覆盖着喷射物的边缘，相比之下，火山坑则一般没有边缘或喷射沉积物。较大的陨石坑（直径大于10公里或6.2英里）里面常会有一座中央峰，这种中央峰是因撞击后坑底反弹所形成。

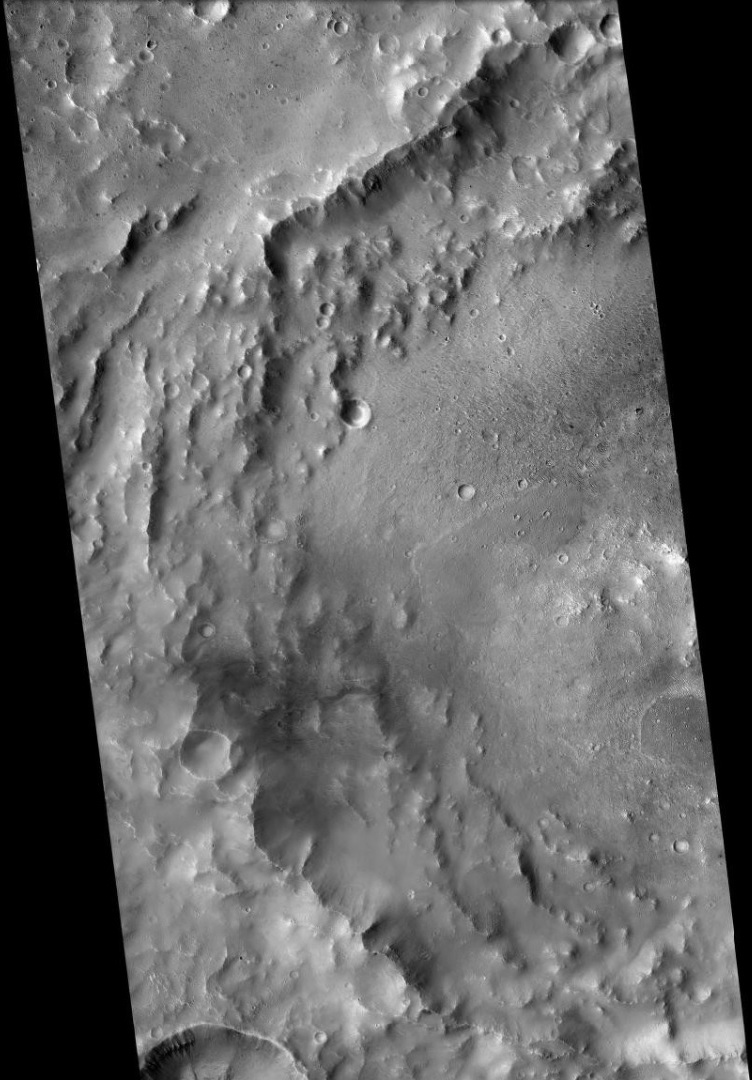
火星勘测轨道飞行器背景相机拍摄的蒙特瓦洛陨击坑。

## 另请查看
- 撞击坑
- 撞击事件
- 火星撞击坑
- 火星矿石资源
- 行星体系命名法